# Sielsowiet Marocharawa
Sielsowiet Marocharawa (biał. Марохараўскі сельсавет, Marocharauski sielsawiet; ros. Морохоровский сельсовет) – sielsowiet na Białorusi, w obwodzie homelskim, w rejonie żytkowickim, z siedzibą w Marocharawej.

## Demografia
Według spisu z 2009 sielsowiet Marocharawa zamieszkiwało 2028 osób, w tym 1966 Białorusinów (96,94%), 46 Rosjan (2,27%), 10 Ukraińców (0,49%), 1 Polak (0,05%), 1 Maryjczyk (0,05%) i 4 osoby, które nie podały żadnej narodowości.

## Geografia i transport
Sielsowiet położony jest na Polesiu, we wschodniej części rejonu żytkowickiego. Częściowo obejmuje Jezioro Czerwone (Kniaź).
Przebiegają przez niego droga magistralna M10, droga republikańska R57 oraz linia kolejowa Kalinkowicze – Łuniniec.

## Historia
27 grudnia 2022 do sielsowietu Marocharawa w całości przyłączono likwidowany sielsowiet Dziakowicze.

## Miejscowości
- agromiasteczka:
  - Bialou
  - Dubrowa
  - Dziakowicze
- wsie:
  - Bryniowa
  - Buda
  - Chwojka
  - Łutowie
  - Marocharawa
  - Nauć
  - Postały
  - Rudnia Witczyńska
  - Wiatczyn
  - Zamosze
- osiedle:
  - Staruszki